# Сахновецька сільська територіальна громада
Сахновецька сільська територіальна громада — територіальна громада в Україні, в Шепетівському районі Хмельницької області. Адміністративний центр — село Сахнівці.
Утворена 30 серпня 2019 року шляхом об'єднання Великопузирківської, Сахновецької та Тернавської сільських рад Ізяславського району.

## Населені пункти
До складу громади входять 23 сіл: Бейзими, Великі Пузирки, Влашанівка, Григорівка, Даньківці, Зморшки, Калинівка, Кропивна, Ліщани, Мала Медведівка, Мирне, Нове Село, Пильки, Сахнівці, Свириди, Сохужинці, Тарасівка, Теліжинці, Тернавка, Христівка, Чепці, Чижівка та Шевченка.